# Ctenopteris flabelliformis
Ctenopteris flabelliformis là một loài thực vật có mạch trong họ Polypodiaceae. Loài này được (Poir.) J. Sm. miêu tả khoa học đầu tiên.